# Orgelmuseum Borgentreich
Orgelmuseum Borgentreich is een museum in het centrum van het stadje Borgentreich in Noordrijn-Westfalen, Duitsland. Het museum werd in 1980 opgericht en is gewijd aan het orgel.

## Geschiedenis
Het idee om een orgelmuseum op te richten kwam voort uit de aanwezigheid van een historisch orgel in de tegenoverliggende St. Johannes Baptist-kerk. Het museum werd gevestigd in het voormalige raadhuis, een klassiek gebouw dat in 1850 werd gebouwd. Hiermee werd de sloop van het gebouw voorkomen die gepland was om een straat rechtdoor te trekken.
Het museum werd tot 1993 beheerd door de koordirigent Gottfried Haunhorst en zijn vrouw Annemarie. In dat jaar werd de leiding overgenomen door de stad Borgentreich en het Aartsbisdom Paderborn, waarbij de stad de hoofdverantwoordelijke partij werd en het bisdom de rollen van kerkmuzikant en curator van het orgel in de St. Johannes Baptist-kerk voor haar rekening nam.
Van 2002 tot 2004 werden de expositieruimtes met middelen van de Europese Unie, het Landschaftsverband Westfalen-Lippe, de stad Borgentreich en de vereniging voor orgelontwikkelingvan Borgentreich gerenoveerd. De stad Borgentreich draagt sinds 24 mei  2012 de titel Orgelstadt.

## Concept
Anders dan andere orgelmusea, toont het museum in Borgentreich geen verzameling van verschillende instrumenten. Het toont daarentegen schenkingen van verschillende orgelbouwers en kerkgemeenten die de historische ontwikkeling tonen van het handwerk en de werking. In het museum staan speciaal voor het museum gemaakte modellen, waaruit de technische aspecten van de orgelbouw af te leiden is.

## Impressie

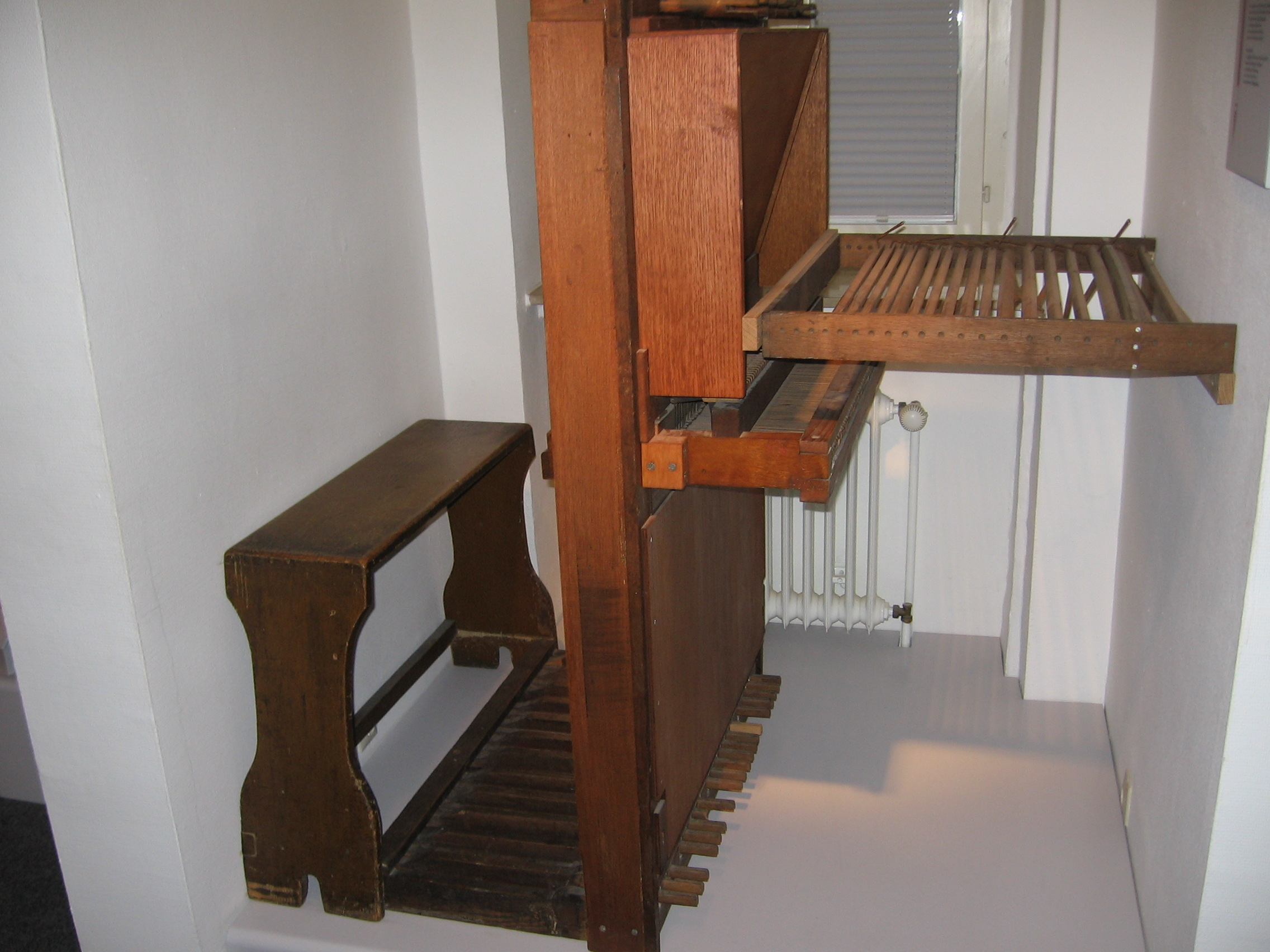
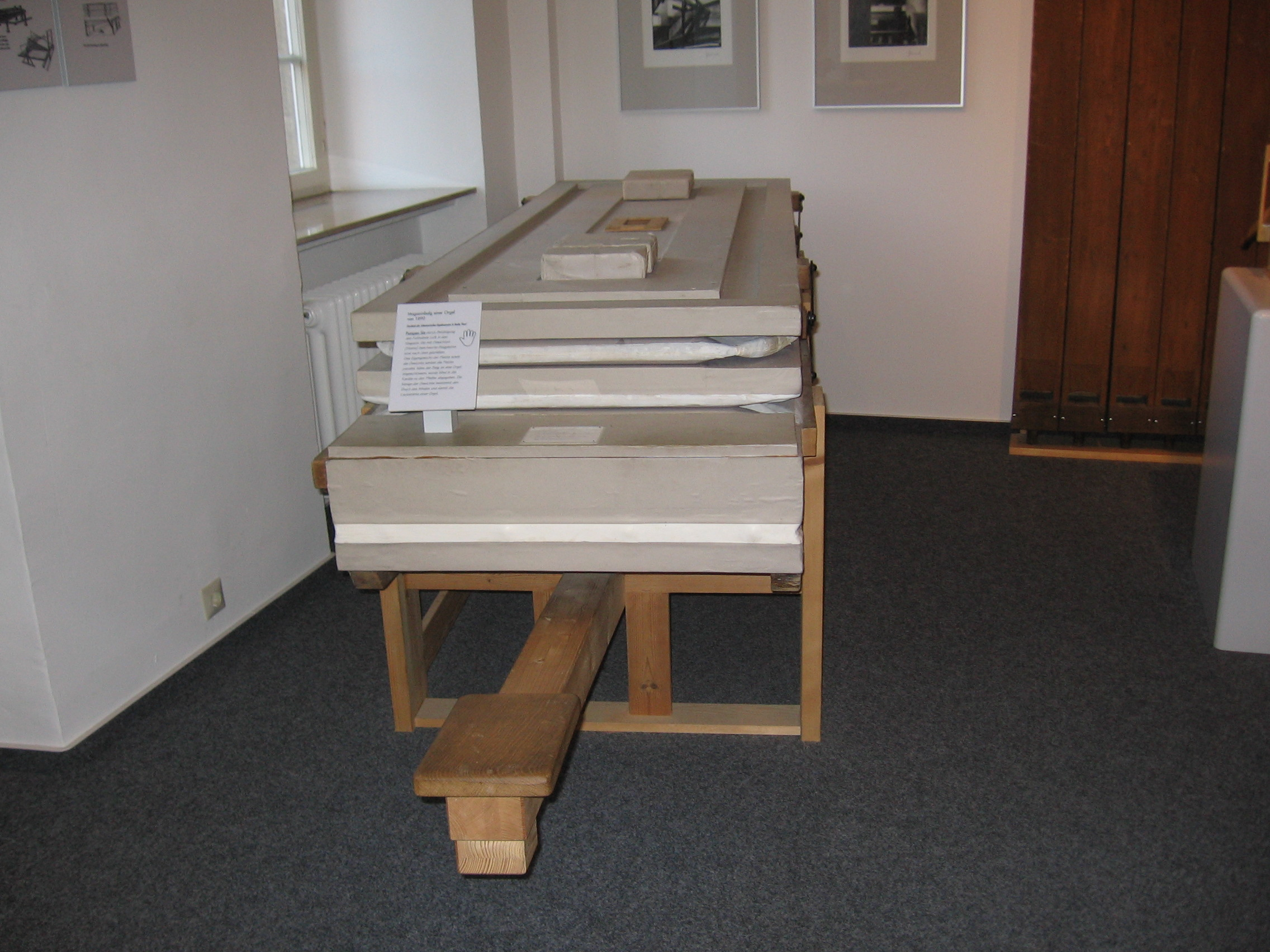
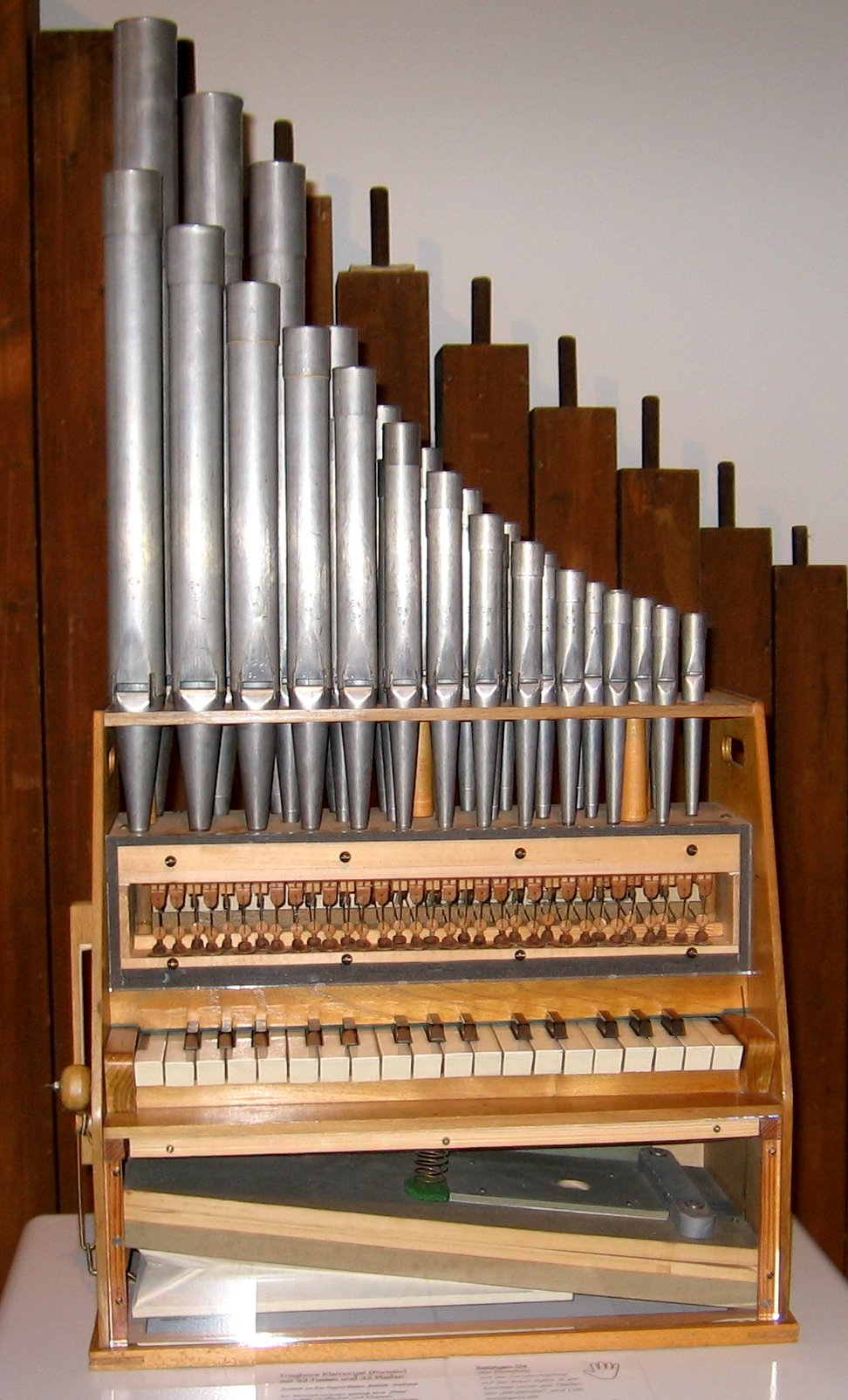
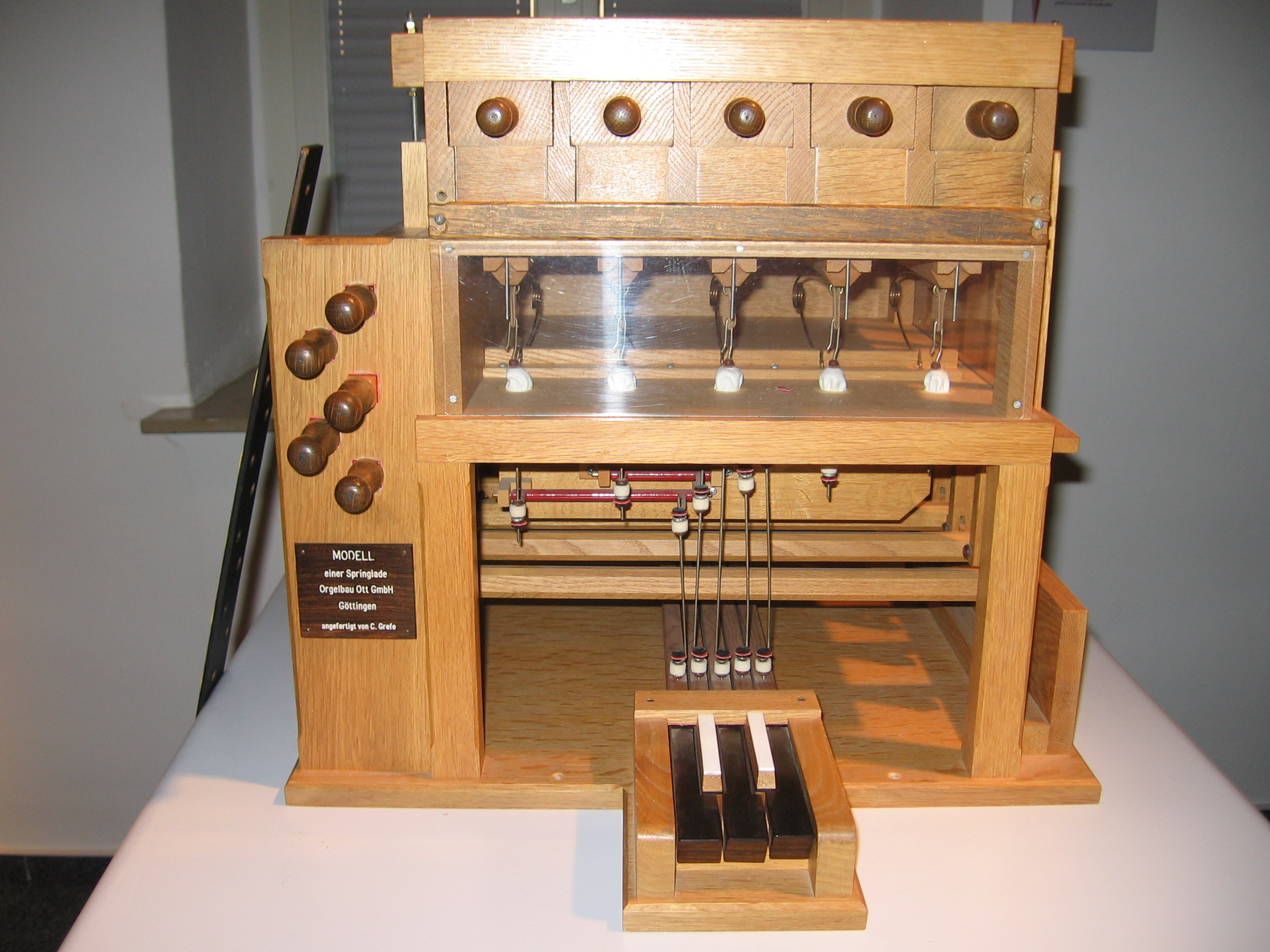